# Región de Oshikoto

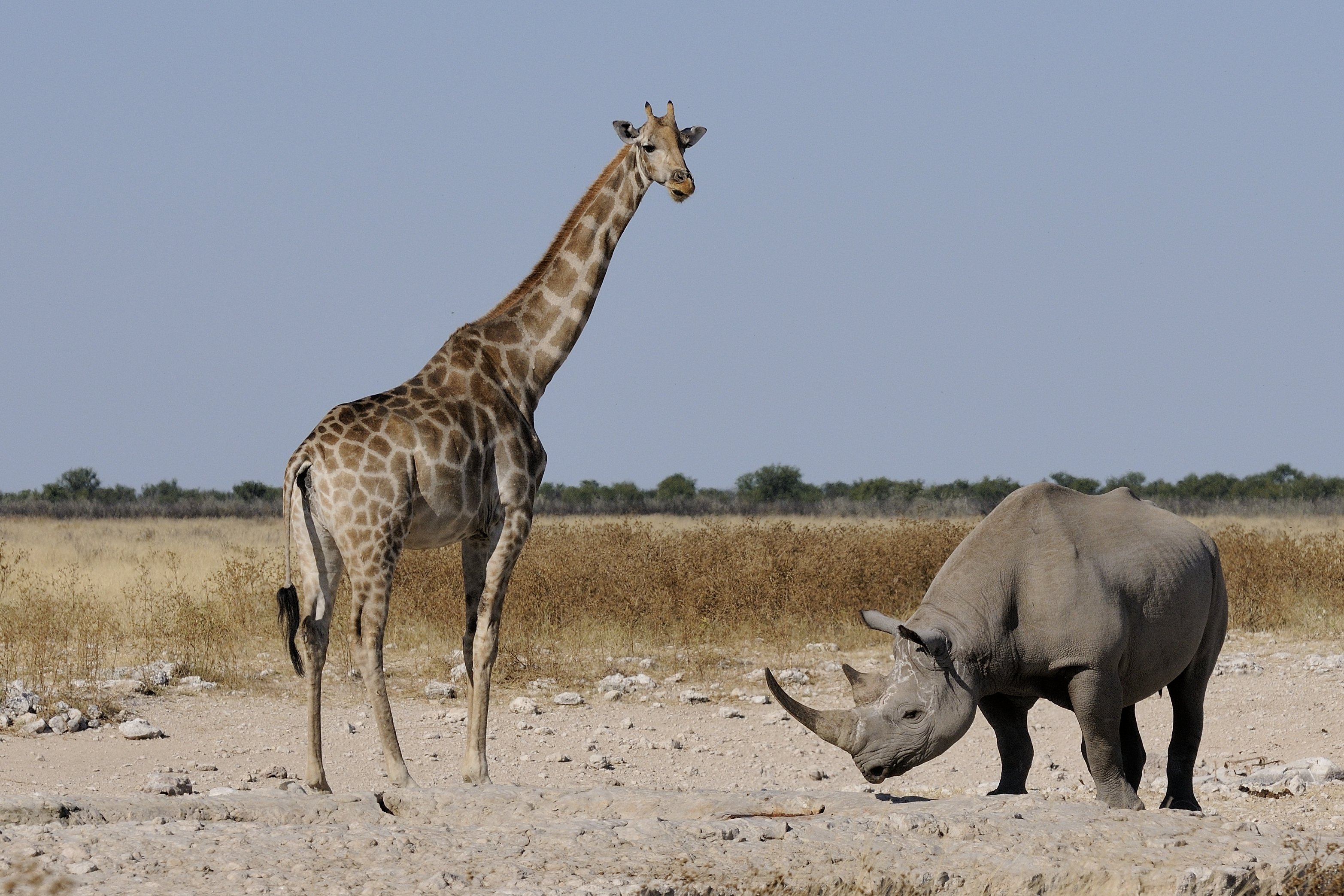
Fauna del Parque nacional Etosha en la región de Oshikoto

Oshikoto es una de las catorce regiones de Namibia. La parte septentrional de la región es agrícola, en tanto que la actividad económica principal del sur es la cría de ganado y la minería. Las dos zonas tienen importantes lazos culturales e históricos en las que el pueblo Ndonga extrajo cobre en Tsumeb desde la antigüedad para realizar anillos y herramientas.
El Omahangu o mijo perla es el cultivo principal en el norte, mientras que la cría de ganado se localiza en el Mangetti y en el distrito Tsumeb. Aunque la mina de Tsumeb tiene solamente un limitado período de explotación puede junto con las industrias y servicios de apoyo estimular las zonas comunales de la región.
Las comunicaciones son buenas en buena parte de la región: una ruta troncal pavimentada atraviesa la región, uniéndola con el sur y norte del país. La red nacional de microonda termina en Tsumeb, pero las telecomunicaciones son llevadas a lugares tan lejanos como Oshakati por medio del nuevo cable de fibra óptica.
La población de la región ha crecido significativamente en los últimos años, en parte como resultado de la redistribución dentro de la zona de lengua Oshiwambo. Aparte desde Tsumeb y Oniipa la gente se ha establecido en a lo largo de la ruta troncal, formando a veces concentraciones de cierta densidad.
Oshikoto es una de solamente tres regiones que no cuentan con costa o frontera con otros países.  Limita con las siguientes regiones:
- Ohangwena - norte
- Kavango del Oeste - este
- Otjozondjupa - sudeste
- Kunene - suroeste
- Oshana - oeste

## Distritos electorales
Esta región comprende once distritos electorales: 
- Engodi
- Guinas
- Nehale IyaMpingana
- Okankolo
- Olukonda
- Omuntele
- Omuthiya
- Onayena
- Oniipa
- Onyaanya
- Tsumeb

- Datos: Q876512
- Multimedia: Oshikoto / Q876512